# Ільчигулово (Артинський міський округ)
Ільчигу́лово (рос. Ильчигулово) — присілок у складі Артинського міського округу Свердловської області.
Населення — 296 осіб (2010, 382 у 2002).
Національний склад станом на 2002 рік: росіяни — 96 %.